# Segle XXX aC
El segle XXX aC és un període de l'edat antiga marcat pel desenvolupament cultural de les illes gregues i l'auge dels intercanvis comercials i guerrers entre els diferents pobles. Inclou els esdeveniments transcorreguts entre els anys 3000 aC i 2901 aC.

## Política
La divisió regional va provocar noves aliances i guerres, especialment a Mesopotàmia, on es construeixen les muralles d'Uruk, i el Llevant. A Memfis, regna la dinastia I d'Egipte. Es dona l'inici suposat de l'emigració de la cultura dels kurgans des de l'actual sud de Rússia i Ucraïna fins a la mar Egea i als Balcans. Mauritània i Nigèria presenten civilitzacions de l'edat del bronze. Canaan esdevé una regió densament poblada per pobles semites que emigraran i es barrejaran amb altres ètnies de la regió. A Europa, comencen a sorgir pobles sedentaris a la zona escandinava.

## Economia i societat
La població global va assolir els 14 milions de persones, concentrades en poques zones habitades amb grans extensions de natura verge i inexplorada entre si.
Es va incrementar el comerç de jade de la cultura Liangzhu, a la Xina. La civilització ciclàdica usa sobretot el marbre per a les seves figuretes votives. Si, fins ara, els intercanvis es feien amb altres productes, els pobles de la Mesopotàmia comencen a introduir la moneda: el sicle.
Es van introduir noves normes de protocol i títols afegits als noms dels governants per mostrar la seva diferència respecte al poble ras. Aquests títols feien referència a suposats atributs divins o a les seves conquestes i èxits militars.

## Invencions i descobriments
Els antics egipcis uneixen canyes i troncs d'arbre per construir bucs de barca amb vela.

## Art, cultura i pensament
Es construeix la mítica ciutat de Troia (data discutida), matèria de l'èpica clàssica posterior. Contemporanis serien els petroglifs més antics de les Filipines. Els mites sobre els tres augustos i cinc emperadors xinesos, els situen en aquesta època